# Zogbédji
Zogbédji ist ein Ort im westafrikanischen Staat Benin. Es liegt im Departement Mono und gehört verwaltungstechnisch zum Arrondissement Agoué, welches wiederum der Gerichtsbarkeit der Kommune Grand-Popo untersteht.
Innerhalb des in die Länge gezogenen Arrondissements zwischen dem Atlantik im Süden und Togo im Westen und Norden befindet sich die Siedlung im Osten. Durch Zogbédji verläuft die Fernstraße RNIE1.